# Bruno Langa
Bruno Alberto Langa (Maputo, 31 ottobre 1997) è un calciatore mozambicano, difensore del Pafos e della nazionale mozambicana.

## Carriera

### Club
Dal 2016 al 2017 ha militato nel Maxaquene; nel 2018 si è trasferito al Black Bulls, che lo gira in prestito all'Amora, squadra militante nella terza divisione portoghese. Nell'estate del 2019 viene acquistato dal Vitória Setúbal, dove non scenderà mai in campo con la prima squadra, venendo spesso schierato dalla formazione Under-23. La stagione successiva fa ritorno all'Amora, sempre in terza divisione. Il 1º luglio 2021 viene acquistato dal Chaves, in seconda divisione.

### Nazionale
Nel 2016 ha esordito con la nazionale mozambicana, con la quale nel 2023 ha anche partecipato alla Coppa d'Africa.

## Statistiche

### Presenze e reti nei club
Statistiche aggiornate al 3 settembre 2021.
| Stagione        | Squadra         | Campionato      | Campionato | Campionato | Coppe nazionali | Coppe nazionali | Coppe nazionali | Coppe continentali | Coppe continentali | Coppe continentali | Altre coppe | Altre coppe | Altre coppe | Totale | Totale |
| Stagione        | Squadra         | Comp            | Pres       | Reti       | Comp            | Pres            | Reti            | Comp               | Pres               | Reti               | Comp        | Pres        | Reti        | Pres   | Reti   |
| --------------- | --------------- | --------------- | ---------- | ---------- | --------------- | --------------- | --------------- | ------------------ | ------------------ | ------------------ | ----------- | ----------- | ----------- | ------ | ------ |
| 2018-2019       | Amora           | CdP             | 22         | 0          | CP              | 0               | 0               |                    | -                  | -                  |             | -           | -           | 22     | 0      |
| 2019-2020       | Vitória Setúbal | PL              | 0          | 0          | CP+CdL          | 0+0             | 0               |                    | -                  | -                  |             | -           | -           | 0      | 0      |
| 2020-2021       | Amora           | CdP             | 22         | 1          | CP              | 2               | 0               |                    | -                  | -                  |             | -           | -           | 24     | 1      |
| 2021-2022       | Chaves          | SL              | 1          | 0          | CP+CdL          | 0+1             | 0               |                    | -                  | -                  |             | -           | -           | 2      | 0      |
| Totale carriera | Totale carriera | Totale carriera | 45         | 1          |                 | 3               | 0               |                    | -                  | -                  |             | -           | -           | 48     | 1      |

### Cronologia presenze e reti in nazionale
| Cronologia completa delle presenze e delle reti in nazionale ― Mozambico | Cronologia completa delle presenze e delle reti in nazionale ― Mozambico | Cronologia completa delle presenze e delle reti in nazionale ― Mozambico | Cronologia completa delle presenze e delle reti in nazionale ― Mozambico | Cronologia completa delle presenze e delle reti in nazionale ― Mozambico | Cronologia completa delle presenze e delle reti in nazionale ― Mozambico | Cronologia completa delle presenze e delle reti in nazionale ― Mozambico | Cronologia completa delle presenze e delle reti in nazionale ― Mozambico |
| Data                                                                     | Città                                                                    | In casa                                                                  | Risultato                                                                | Ospiti                                                                   | Competizione                                                             | Reti                                                                     | Note                                                                     |
| ------------------------------------------------------------------------ | ------------------------------------------------------------------------ | ------------------------------------------------------------------------ | ------------------------------------------------------------------------ | ------------------------------------------------------------------------ | ------------------------------------------------------------------------ | ------------------------------------------------------------------------ | ------------------------------------------------------------------------ |
| 21-6-2016                                                                | Windhoek                                                                 | Namibia                                                                  | 3 – 0                                                                    | Mozambico                                                                | Coppa COSAFA 2016 - 1º turno                                             | -                                                                        | 14’                                                                      |
| 16-7-2017                                                                | Antananarivo                                                             | Madagascar                                                               | 2 – 2                                                                    | Mozambico                                                                | Qual. Campionato delle Nazioni Africane 2018                             | -                                                                        |                                                                          |
| 23-7-2017                                                                | Maputo                                                                   | Mozambico                                                                | 0 – 2                                                                    | Madagascar                                                               | Qual. Campionato delle Nazioni Africane 2018                             | -                                                                        |                                                                          |
| 24-3-2021                                                                | Kigali                                                                   | Ruanda                                                                   | 1 – 0                                                                    | Mozambico                                                                | Qual. Coppa d'Africa 2021                                                | -                                                                        | 89’                                                                      |
| 30-3-2021                                                                | Maputo                                                                   | Mozambico                                                                | 0 – 1                                                                    | Capo Verde                                                               | Qual. Coppa d'Africa 2021                                                | -                                                                        |                                                                          |
| 2-6-2021                                                                 | Maputo                                                                   | Mozambico                                                                | 5 – 0                                                                    | Lesotho                                                                  | Amichevole                                                               | 1                                                                        |                                                                          |
| 8-6-2021                                                                 | Maputo                                                                   | Mozambico                                                                | 1 – 1                                                                    | eSwatini                                                                 | Amichevole                                                               | -                                                                        | ?’                                                                       |
| 3-9-2021                                                                 | Maputo                                                                   | Mozambico                                                                | 0 – 0                                                                    | Costa d'Avorio                                                           | Qual. Mondiali 2022                                                      | -                                                                        | 64’                                                                      |
| 7-9-2021                                                                 | Soweto                                                                   | Malawi                                                                   | 1 – 0                                                                    | Mozambico                                                                | Qual. Mondiali 2022                                                      | -                                                                        | 46’                                                                      |
| 26-3-2022                                                                | Nouakchott                                                               | Mauritania                                                               | 2 – 1                                                                    | Mozambico                                                                | Amichevole                                                               | -                                                                        | 62’                                                                      |
| 2-6-2022                                                                 | Johannesburg                                                             | Mozambico                                                                | 1 – 1                                                                    | Ruanda                                                                   | Qual. Coppa d'Africa 2023                                                | -                                                                        | 84’                                                                      |
| 24-3-2023                                                                | Diamniadio                                                               | Senegal                                                                  | 5 – 1                                                                    | Mozambico                                                                | Qual. Coppa d'Africa 2023                                                | -                                                                        |                                                                          |
| 28-3-2023                                                                | Maputo                                                                   | Mozambico                                                                | 0 – 1                                                                    | Senegal                                                                  | Qual. Coppa d'Africa 2023                                                | -                                                                        | 46’                                                                      |
| 9-9-2023                                                                 | Maputo                                                                   | Mozambico                                                                | 3 – 2                                                                    | Benin                                                                    | Qual. Coppa d'Africa 2023                                                | -                                                                        |                                                                          |
| 13-10-2023                                                               | Faro                                                                     | Angola                                                                   | 1 – 1                                                                    | Mozambico                                                                | Amichevole                                                               | -                                                                        | 59’                                                                      |
| 16-10-2023                                                               | Albufeira                                                                | Mozambico                                                                | 2 – 3                                                                    | Nigeria                                                                  | Amichevole                                                               | -                                                                        |                                                                          |
| 16-11-2023                                                               | Maputo                                                                   | Botswana                                                                 | 2 – 3                                                                    | Mozambico                                                                | Qual. Mondiali 2026                                                      | -                                                                        |                                                                          |
| 19-11-2023                                                               | Maputo                                                                   | Mozambico                                                                | 0 – 2                                                                    | Algeria                                                                  | Qual. Mondiali 2026                                                      | -                                                                        |                                                                          |
| 6-1-2024                                                                 | Johannesburg                                                             | Lesotho                                                                  | 0 – 2                                                                    | Mozambico                                                                | Amichevole                                                               | -                                                                        | 62’                                                                      |
| 8-1-2024                                                                 | Johannesburg                                                             | Botswana                                                                 | 1 – 0                                                                    | Mozambico                                                                | Amichevole                                                               | -                                                                        | 46’                                                                      |
| 14-1-2024                                                                | Abidjan                                                                  | Egitto                                                                   | 2 – 2                                                                    | Mozambico                                                                | Coppa d'Africa 2023 - 1º turno                                           | -                                                                        | 46’                                                                      |
| 19-1-2024                                                                | Abidjan                                                                  | Capo Verde                                                               | 3 – 0                                                                    | Mozambico                                                                | Coppa d'Africa 2023 - 1º turno                                           | -                                                                        | 78’                                                                      |
| 22-1-2024                                                                | Abidjan                                                                  | Mozambico                                                                | 2 – 2                                                                    | Ghana                                                                    | Coppa d'Africa 2023 - 1º turno                                           | -                                                                        |                                                                          |
| 7-6-2024                                                                 | Maputo                                                                   | Mozambico                                                                | 2 – 1                                                                    | Somalia                                                                  | Qual. Mondiali 2026                                                      | -                                                                        |                                                                          |
| 10-6-2024                                                                | El Jadida                                                                | Guinea                                                                   | 0 – 1                                                                    | Mozambico                                                                | Qual. Mondiali 2026                                                      | -                                                                        |                                                                          |
| 6-9-2024                                                                 | Bamako                                                                   | Mali                                                                     | 1 – 1                                                                    | Mozambico                                                                | Qual. Coppa d'Africa 2025                                                | -                                                                        |                                                                          |
| 10-9-2024                                                                | Maputo                                                                   | Mozambico                                                                | 2 – 1                                                                    | Guinea-Bissau                                                            | Qual. Coppa d'Africa 2025                                                | -                                                                        |                                                                          |
| 11-10-2024                                                               | Maputo                                                                   | Mozambico                                                                | 1 – 1                                                                    | eSwatini                                                                 | Qual. Coppa d'Africa 2025                                                | -                                                                        |                                                                          |
| 14-10-2024                                                               | Mbombela                                                                 | eSwatini                                                                 | 0 – 3                                                                    | Mozambico                                                                | Qual. Coppa d'Africa 2025                                                | -                                                                        |                                                                          |
| 15-11-2024                                                               | Maputo                                                                   | Mozambico                                                                | 0 – 1                                                                    | Mali                                                                     | Qual. Coppa d'Africa 2025                                                | -                                                                        |                                                                          |
| 19-11-2024                                                               | Bissau                                                                   | Guinea-Bissau                                                            | 1 – 2                                                                    | Mozambico                                                                | Qual. Coppa d'Africa 2025                                                | 1                                                                        |                                                                          |
| 20-3-2025                                                                | Il Cairo                                                                 | Mozambico                                                                | 3 – 1                                                                    | Uganda                                                                   | Qual. Mondiali 2026                                                      | -                                                                        | 72’                                                                      |
| 25-3-2025                                                                | Tizi Ouzou                                                               | Algeria                                                                  | 5 – 1                                                                    | Mozambico                                                                | Qual. Mondiali 2026                                                      | -                                                                        |                                                                          |
| Totale                                                                   |                                                                          | Presenze                                                                 | 33                                                                       |                                                                          | Reti                                                                     | 2                                                                        |                                                                          |